# Tantui
Tantui (弹腿) è una tecnica di gamba fondamentale delle arti marziali cinesi.
Ma Tantui (弹腿 o潭腿) è anche il nome di un esercizio comune a molti stili di arti marziali cinesi del nord della Cina di cui esistono numerose versioni. È classificato come Changquan.

## Origini
Sulle origini del Tantui vi sono alcune differenti storie:
- Il Tantui sarebbe stato insegnato nel tempio Longtansi (龙潭寺) nella città di Linqing nella provincia di Shandong da un maestro Kunlun.
- Il Tantui sarebbe lo stile della famiglia Tan 潭, del villaggio Tanjiagou (潭家沟) nella provincia di Henan.
- Il Tantui sarebbe stato insegnato a Guanxian in Shandong da Cha Mi'er.

## Shi lu tantui 十路弹腿
Lo Shilu Tantui (十路潭腿 oppure十路弹腿) è, assieme al Shier Tantui, il più comune di questi esercizi. Inglobato nello stile Chaquan e praticato dalla minoranza musulmana Hui, è anche chiamato Jiaomen Tantui (教门弹腿, Tantui Islamico). Al posto di Lu (路) a volte troviamo l'ideogramma Tang (趟), per cui si parla di Shitang Tantui (十趟弹腿).
Lo Shilu Tantui (十路潭腿) che sarebbe stato creato dal maestro di quinta generazione Kunlun si compone di questi percorsi:
1. Yilu (一路, Primo percorso):  Shunbu danbianshi (顺步单鞭势)
2. Erlu (二路, Secondo percorso): Shizi qi beng tan (十字起蹦弹)
3. Sanlu (三路, Terzo percorso): Gai ma san chui shi (盖马三捶式)
4. Silu (四路, Quarto percorso): Xie ti cheng ma lan (斜踢撑抹拦)
5. Wulu (五路, Quinto percorso): Zai chui fen jia da (栽捶分架打)
6. Liulu (六路, Sesto percorso): Gou pi ge dan zhan (勾劈各单展)
7. Qilu (七路, Settimo percorso): Ye zhang shi shuang kan (掖掌势双看)
8. Balu (八路, Ottavo percorso): Zhuan huan duo zi jiao (转环剁子脚)
9. Jiulu (九路, Nono percorso): Peng suo yinyang zhang (捧锁阴阳掌 bloccare con entrambe le mani che si invertono)
10. Shilu (十路, Decimo percorso): Fei shen jianbu dan (飞身箭步弹)

L'elenco dei nomi dei percorsi fornito da Ma Zhenbang si riferisce unicamente a due ideogrammi, rispetto all'elenco fornito sopra, però vi sono delle corrispondenze. Questo l'elenco:
1. Yilu (一路, Primo percorso): Shunbu (顺步)
2. Erlu (二路, Secondo percorso): Shizi (十字)
3. Sanlu (三路, Terzo percorso): Pi za (劈砸)
4. Silu (四路, Quarto percorso): Cheng ban (撑拌)
5. Wulu (五路,Quinto percorso): Jia da (架打)
6. Liulu (六路Sesto percorso): Gou lian (钩连)
7. Qilu (七路,Settimo percorso): Pan hua (盘花)
8. Balu (八路, Ottavo percorso): Deng chuai (蹬踹)
9. Jiulu (九路,Nono percorso): Bang suo (棒锁)
10. Shilu (十路, Decimo percorso) Qian dan (箭弹)

Il primo, il secondo, il quinto ed il decimo nome corrispondono, in altri casi vi sono delle piccolissime differenze negli ideogrammi; vista anche la corrispondenza dei movimenti si può affermare che l'esercizio attribuito al Maestro Kunlun e l'esercizio attribuito a Cha Mi'er sono lo stesso esercizio.
Anche nel Tongbeiquan dell'area di Cangzhou (沧州) si pratica un Shilu Tantui detto anche Tongbei Tantui (通备弹腿) che dovrebbe avere la stessa origine. Questi i nomi delle vie:
1. Yilu (一路, Primo percorso):  Shunbu si danbian (顺步似单鞭)
2. Erlu (二路, Secondo percorso): Shizi beng jiaojian (十字蹦脚尖)
3. Sanlu (三路, Terzo percorso): Gun pi guan shangxia (滚劈贯上下)
4. Silu (四路, Quarto percorso): Beng dian cheng ma jian (绷点撑抹剪)
5. Wulu (五路, Quinto percorso): Beng quan gun zhou shi (绷拳滚肘势)
6. Liulu (六路, Sesto percorso): Ma da zhai xin quan (抹打摘心拳)
7. Qilu (七路, Settimo percorso): Chan lan lianhuan tui (缠拦连环腿)
8. Balu (八路, Ottavo percorso): Pi gua ying men jian (劈挂迎门箭)
9. Jiulu (九路, Nono percorso): Beng suo chuan xiong zang (绷锁穿胸脏)
10. Shilu (十路, Decimo percorso): Yue bu fei jian tan (跃步飞箭弹)

## Shi er lu tantui 十二路弹腿
Lo Shier lu tantui è probabilmente un prolungamento dello Shilu. Anche di questo esercizio esistono differenti varianti a cui corrispondono vari nomi: Shilu Tantui, Shaolin Tantui, Jingwu Tantui (questo è il taolu insegnato all'interno della Jingwu Tiyu Hui). 
Questo è un elenco di tecniche:
1. Toulu (头路, primo percorso) Chuma Yitiaobian (出马一条鞭);
2. Erlu (二路, secondo percorso) Shizi Gui Ce Zuan (十字鬼扯钻);
3. Sanlu (三路, terzo percorso) Pi Za Chelun Shi (劈砸车轮势);
4. Silu (四路, quarto percorso) Xie Ti Cheng Ma Lan (斜踢撑抹拦);
5. Wulu (五路, quinto percorso) Shizi Shuang Xishui (狮子双戏水);
6. Liulu (六路, sesto percorso) Pi Niu Danbian (劈扭单鞭);
7. Qilu (七路, settimo percorso) Fenghuang Shuang Zhanchi (凤凰双展翅);
8. Balu (八路, ottavo percorso) Zhuan Jin Deng Chaotian (转金凳朝天);
9. Jiulu (九路, nono percorso) Qin Long Duo Yudai (擒龙夺玉带);
10. Shilu (十路, decimo percorso) Xique Deng Mei Jian (喜鹊登梅尖);
11. Shiyilu (十一路, undicesimo percorso) Feng Heye Tui (风摆荷叶腿);
12. Shierlu (十二路, dodicesimo percorso) Yuanyang Qiao Lianhuan (鸳鸯巧连环).

Jingwu Tantui 精武潭腿 
Anche questo tantui si compone di 12 percorsi: 
1. Toulu (头路, primo percorso)Gongbu Chongquan Yitiaobian (弓步冲拳一条鞭);
2. Erlu (二路, secondo percorso) Zuyou Shizi Beng Jiaojian (左右十字蹦脚尖);
3. Sanlu (三路, terzo percorso) Fanshen Gai Da Pi Za Shi (翻身盖打劈砸式);
4. Silu (四路, quarto percorso) Cheng Zha Chuan Liao Ba Tui Dan (撑扎穿撩把腿弹);
5. Wulu (五路, quinto percorso) Hu Tou Jia Da Taoxin Quan (护头架打掏心拳);
6. Liulu (六路, sesto percorso) Pubu Shuang Zhan Shi Lianhuan (仆步双展使连环);
7. Qilu (七路, settimo percorso) Dan Zhan Guan'er Jiao Lai Ti (单展贯耳脚来踢);
8. Balu (八路, ottavo percorso) Mengtou Hu dang Chuai Liangbian (蒙头护裆踹两边);
9. Jiulu (九路, nono percorso) Yaojian Pengsuo Fen Liang Zhang (腰间碰锁分两掌);
10. Shilu (十路, decimo percorso) Kongzhong Jian Dan Feitian Bian (空中箭弹飞天边);
11. Shiyilu (十一路, undicesimo percorso) Gou Gua Lianhuan Jiqiao Miao (勾挂连环机巧妙);
12. Shierlu (十二路, dodicesimo percorso) Pi Shen Fu Hu Fan Huashan (披身伏虎反华山).

Nel 2006 è stato pubblicato un VCD dal titolo Simen Shierlu Tantui (四门十二路弹腿) dimostrato da  Zhao Zhanjun 赵战军 ed edito da Qiao Jiaren Yinxiang Chubanshe.